# Теверга
Теверга (ісп. Teverga, аст. Teberga) — муніципалітет в Іспанії, у складі автономної спільноти Астурія. Населення — 1933 осіб (2009).
Муніципалітет розташований на відстані близько 360 км на північний захід від Мадрида, 31 км на південний захід від Ов'єдо.
Муніципалітет складається з таких паррокій: Алесга, Барріо, Карреа, Ла-Фоселья, Ла-Пласа, Парамо, Р'єльйо, Сантіанес, Таха, Торсе, Уррія, Вільямайор, Вільянуева.

## Демографія
Динаміка населення (INE ):

## Галерея зображень

Розташування муніципалітету
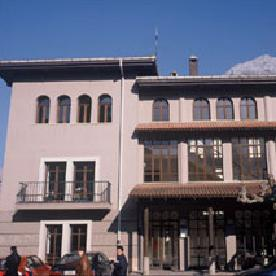
Муніципальна рада